# 526997 Hohai
526997 Hohai è un asteroide della fascia principale. Scoperto nel 2007, presenta un'orbita caratterizzata da un semiasse maggiore pari a 2,7333588 au e da un'eccentricità di 0,1874435, inclinata di 13,85958° rispetto all'eclittica.